# Hawaiʻi Aloha
Pour les articles homonymes, voir Aloha (homonymie).
La chanson Hawaiʻi Aloha est une chanson des peuples autochtones de Hawaii et des habitants de ce pays.  Cette chanson a été écrite par le missionnaire Lorenzo Lyons (en) (1807-1886).